# Timberlake (Ohio)
Timberlake – wieś w Stanach Zjednoczonych, w stanie Ohio, w hrabstwie Lake.